# Simona Baldassarre

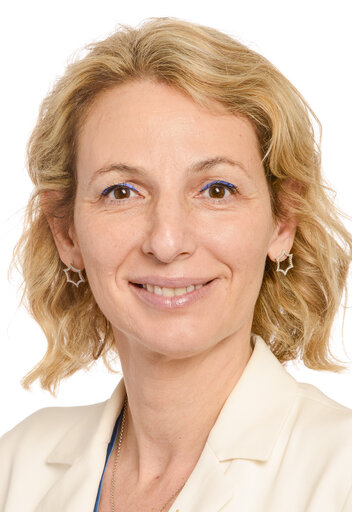
Simona Baldassarre

Simona Renata Baldassarre (geboren am 12. November 1970 in Giurdignano) ist eine italienische Ärztin und Politikerin (Lega). Von 2019 bis 2023 war sie Mitglied des Europäischen Parlaments als Teil der ID-Fraktion. Seit 2023 ist sie Regierungsmitglied der Region Latium.

## Leben

### Ausbildung und berufliche Laufbahn
Baldassare wurde am 12. November 1970 in Giurdignano geboren, sie besuchte von 1984 bis 1989 das Liceo Linguistico di Maglie im benachbarten Maglie und schloss ihre Schullaufbahn mit einem linguistischen Abitur ab. Anschließend studierte Baldassare von 1989 bis 1998 Medizin und Chirurgie an Katholischen Universität vom Heiligen Herzen in Rom. Sie begann als Ärztin zu arbeiten und erwarb Spezialisierungen in Arbeitsmedizin (1998 bis 2002, ebenfalls an der  Katholischen Universität vom Heiligen Herzen), ästhetische Medizin (2008 bis 2012, an der Scuola Internazionale Fatebenefratelli) und ästhetische Chirurgie (2009 bis 2011 an den Universitäten La Sapienza in Rom und San Marino).
Seit 2006 arbeitet Baldassare als autorisierte Ärztin. In ihrem Arbeitskontext ist Baldassare Mitglied der Associazione Medici Cattolici, der Associazione Mamme di Roma, der Società Italiana di Medicina Estetica und Associazione Italiana Terapia Estetica Botulino.

### Politische Laufbahn
Baldassare ist ein Mitglied der Lega Nord und der ihr angeschlossenen Organisation Noi con Salvini. Bei den Kommunalwahlen 2013 wurde sie in den Gemeinderat des Ersten Stadtbezirks von Rom Zentrum gewählt.
2019 nominierte die Lega Baldassare für den zweiten Listenplatz für die Europawahl 2019 im Europawahlkreis Zentralitalien. Die Lega gewann in dem Wahlkreis haushoch mit 33,45 Prozent (plus 31,3 Prozent) 6 der 15 Mandate, sodass Baldassarre direkt einzog; sie gewann selbst 35.380 Vorzugsstimmen. Im Europäischen Parlament schloss sie sich wie ihre Parteikolleginnen und -kollegen der neugegründeten, rechtsextremen ID-Fraktion an. Für die Fraktion war sie Mitglied im Ausschuss für Umweltfragen, öffentliche Gesundheit und Lebensmittelsicherheit und im Ausschuss für die Rechte der Frauen und die Gleichstellung der Geschlechter. Des Weiteren war sie stellvertretendes Mitglied Ausschuss für Beschäftigung und soziale Angelegenheiten und im Ausschuss für Kultur und Bildung.
Am 13. März 2023 wurde Baldassarre zum Regierungsmitglied der Region Latium mit Zuständigkeit für Kultur und Jugendpolitik im Rat des Präsidenten Francesco Rocca ernannt. Im Zuge dessen legte sie ihr Mandat im Europaparlament nieder. Für sie rückte Maria Veronica Rossi ins Parlament nach.